# Општина Секусић
Општина Секусић (рум. Comuna Secusigiu) је општина у жупанији Арад у западној Румунији. Према попису из 2011. године у општини је било 5.509 становника. Седиште општине је насеље Секусић. Значајна је по присутној српској националној мањини у Румунији.
Општина Секусић се налази у источном, румунском Банату, на 25 км југозападно од града Арада. Општина се налази у Поморишју, а општински атар је равничарског карактера.

## Насељена места
Општина се састоји из 4 насеља:
- Мунара
- Наћфала
- Немачки Семпетар
- Секусић - седиште општине

## Становништво
Према попису становништва из 2011. године у општини је живело 5.509 становника. Већинско становништво су били Румуни којих је било 81,1%, затим следе Мађари са 5,4%, Роми са 4,6% и Срби са 2,8% становништва.
| Етнички састав према попису из 2011. године‍ | Етнички састав према попису из 2011. године‍ | Етнички састав према попису из 2011. године‍ | Етнички састав према попису из 2011. године‍ | Етнички састав према попису из 2011. године‍ |
| ------------------------------------------- | ------------------------------------------- | ------------------------------------------- | ------------------------------------------- | ------------------------------------------- |
|                                             |                                             |                                             |                                             |                                             |
| Румуни                                      | Румуни                                      |                                             | 4.467                                       | 81,1%                                       |
| Мађари                                      | Мађари                                      |                                             | 297                                         | 5,4%                                        |
| Роми                                        | Роми                                        |                                             | 246                                         | 4,6%                                        |
| Срби                                        | Срби                                        |                                             | 153                                         | 2,8%                                        |

На попису становништва из 1930. године општина је имала 7.342 становника, а већину су чинили Немци.
| Етнички састав према попису из 1930. године‍ | Етнички састав према попису из 1930. године‍ | Етнички састав према попису из 1930. године‍ | Етнички састав према попису из 1930. године‍ | Етнички састав према попису из 1930. године‍ |
| ------------------------------------------- | ------------------------------------------- | ------------------------------------------- | ------------------------------------------- | ------------------------------------------- |
|                                             |                                             |                                             |                                             |                                             |
| Немци                                       | Немци                                       |                                             | 2.726                                       | 37,1%                                       |
| Румуни                                      | Румуни                                      |                                             | 2.487                                       | 33,9%                                       |
| Срби                                        | Срби                                        |                                             | 1.006                                       | 13,7%                                       |
| Мађари                                      | Мађари                                      |                                             | 823                                         | 11,2%                                       |
| Роми                                        | Роми                                        |                                             | 262                                         | 3,6%                                        |